# Cratere Glooskap
Glooskap è un cratere sulla superficie di Rea.